# Жонгба
29°46′09″ пн. ш. 84°01′51″ сх. д. / 29.76917° пн. ш. 84.03075° сх. д.
Жонгба (кит. 仲巴县, пін. Zhòngbā Xiàn) — один із повітів КНР у складі префектури Шигацзе, Тибетський автономний район. Адміністративний центр — містечко Паянг.

## Географія
Жонгба у середньому лежить на висоті близько 5000 метрів над рівнем моря, перепад висот у діапазоні від 4421 (озеро Чамдо-Цака) до 7095 (гора Лонгбо-Кангрі) метрів над рівнем моря.
Повіт можна умовно поділити на дві частини: південну, яку з північного заходу на південний схід перетинають Трансгімалаї, долина Ярлунг-Цангпо і Гімалаї  (на кордоні з Непалом) і північну, що лежить на плато Чангтан (тут розташовані численні озера, наприклад, Чаб'єр-Цака).

### Клімат
Повіт лежить у зоні так званої «гірської тундри», котра характеризується кліматом арктичних пустель.